# Jason Dill
Pour les articles homonymes, voir Dill.
Jason Dill, né le 21 novembre 1976 à Huntington Beach en Californie, est un skateur professionnel américain, vivant désormais à New York. Dill est sponsorisé par les marques Supreme, Adidas Skateboarding, Fucking Awesome, et Camel.
Dill apparait dans le jeu vidéo EA Skate. On a pu l'apercevoir dans un épisode des The Osbournes où son ami Jack Osbourne l'accueille chez lui et rend fou Ozzy.
De plus, Jason est un photographe qui a publié plusieurs livres de photographie.